# Argujillo
Argujillo é um município da Espanha na província de Zamora, comunidade autónoma de Castela e Leão, de área 22,78 km² com população de 339 habitantes (2007) e densidade populacional de 14,88 hab./km².

## dEMOgrafia
| Variação demográfica do município entre 1991 e 2004 | Variação demográfica do município entre 1991 e 2004 | Variação demográfica do município entre 1991 e 2004 | Variação demográfica do município entre 1991 e 2004 |
| --------------------------------------------------- | --------------------------------------------------- | --------------------------------------------------- | --------------------------------------------------- |
| 1991                                                | 1996                                                | 2001                                                | 2004                                                |
| 447                                                 | 404                                                 | 383                                                 | 355                                                 |